# Hephialtes ruber
Hephialtes ruber (лат.) — вид жуков-усачей из подсемейства прионин. Распространён в Южной Америки — Бразилии, Гваделупе и Французской Гвиане.